# Muxtor Qurbonov
Muxtor Qurbonov, uzb. cyr. Мухтор Муродович Қурбонов, ros. Мухтар Мурадович Курбанов, Muchtar Muradowicz Kurbanow (ur. 26 stycznia 1975, Uzbecka SRR) – uzbecki piłkarz, grający na pozycji pomocnika, trener piłkarski.

## Kariera piłkarska

### Kariera klubowa
W 1992 rozpoczął karierę piłkarską w drużynie Temiryo'lchi Qo'qon. Potem występował w klubach MHSK Taszkent, Navbahor Namangan, Doʻstlik Yangibozor, Paxtakor Taszkent, Neftchi Fergana, Kajrat Ałmaty, Jassy Sajram, Żetysu Tałdykorgan, Metallurg Bekobod, Qizilqum Zarafshon, Traktor Taszkent, Shoʻrtan Gʻuzor, Soʻgʻdiyona Dżyzak i Xorazm Urgencz. W 2012 przeszedł do Olmaliq FK, w którym zakończył karierę piłkarza.

### Kariera reprezentacyjna
W latach 1997–2001 bronił barw narodowej reprezentacji Uzbekistanu. Łącznie rozegrał 15 meczów.

## Kariera trenerska
Po zakończeniu kariery piłkarskiej rozpoczął pracę szkoleniowca. W 2013 został mianowany na stanowisko głównego trenera NBU Osiyo Taszkent. W 2014 najpierw pomagał trenować Shoʻrtan Gʻuzor, a 7 stycznia 2015 stał na czele klubu. W grudniu 2016 został zaproszony na stanowisko dyrektora sportowego Olmaliq FK.

## Sukcesy i odznaczenia

### Sukcesy klubowe
Temiryo'lchi Qo'qon
- finalista Pucharu Uzbekistanu: 1992

MHSK Taszkent
- mistrz Uzbekistanu: 1997
- finalista Pucharu Uzbekistanu: 1995

Navbahor Namangan
- zdobywca Pucharu Uzbekistanu: 1998

Doʻstlik Yangibozor
- mistrz Uzbekistanu: 1999, 2000
- zdobywca Pucharu Uzbekistanu: 2000

Paxtakor Taszkent
- zdobywca Pucharu Uzbekistanu: 2001

Kajrat Ałmaty
- zdobywca Pucharu Kazachstanu: 2003

### Sukcesy indywidualne
- członek Klubu Giennadija Krasnickiego: 152 goli